# 杏野ヒナナ
杏野 ヒナナ（あんの ひなな、12月1日 - ）は日本のタレント。愛媛県新居浜市出身。

## 人物
10代からコスプレイヤーとして活動を始め、高校卒業後上京。アキバ系タレント、アーティストとしてTV、雑誌等で活動している。
またメイドカフェぴなふぉあのメイドとして各メディアに出演、メイドユニットとしての音楽活動も行っていた。（2007年3月卒業）F.M.B.Pというバンドのボーカリストもしていた。
好きな漫画・アニメは『デジモンアドベンチャー』、『まいっちんぐマチコ先生』、『こいつら100%伝説』、『セクシーコマンドー外伝 すごいよ!!マサルさん』。

## 出演

### テレビ
- 電車男（フジテレビ：メイド役として出演）
- アキハバラ@DEEP（TBS：コスプレイヤーの演技指導と本人の出演）
- ポイチョ!（瀬戸内海放送：ゲストとして2回出演）
- メメプロ（テレビ朝日：秋葉原軍団として宅八郎と共にユニットとして出演）
- クリック（日本テレビ：萌え隊というユニットとして出演）

### 映画
- アキハバラ@DEEP：コンパニオン役
- エコエコアザラク：生徒役

### 舞台
- Annie
- ピーターパン
- 11人いる!

## アイテム

### 映像作品
- コスプレヒナナ（BNS）
- 杏野ヒナナの地球を救うわよ！（ローランズフィルム）
- メイドエンジェル（ネオプレックス）
- 癒しのメイドさん（つくばテレビ）
- スク水だらけの水泳大会（ソフトバンククリエイティブ/つくばテレビ）
- COSPLANETvol1（fab）

### CD
- 降臨☆コーヒーブレイク（エポキシLOVE）
- 妄想ベストパートナー～そうさたちばな書店～（たちばな書店イメージソング）
- pureloveぴなふぉあ（パイドルスピアレコーズ）
- うるとら☆はっぴー（パイドルスピアレコーズ）
- BLOOM（ティアラレーベル）